# Antropología política

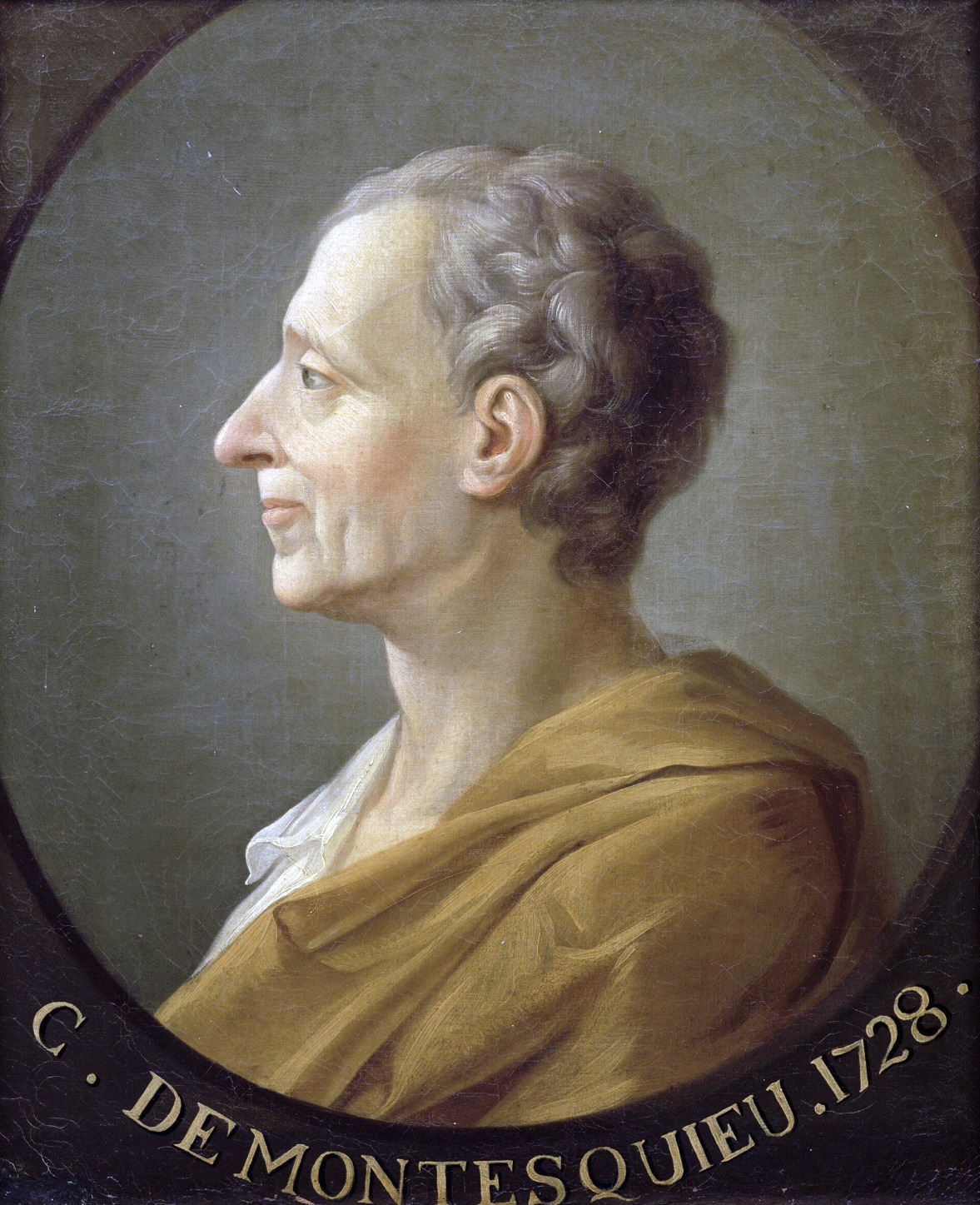
Montesquieu fue el fundador de la antropología política.

La antropología política estudia los tipos de gobierno, partiendo del principio de estos y su estructura de la sociedad civil.
Desde que aparece la antropología, casi como una reacción empírica a la filosofía social, sus relaciones con la sociología fueron muy estrechas, por ello no debe de extrañar su preocupación por el estudio del gobierno y la política. Si en un comienzo se caracterizó principalmente por analizar las sociedades "más simples", en la actualidad se han ampliado sus intereses hasta los estados más modernos.
La antropología considera la vida de un pueblo como un sistema independiente de fases y partes, por ello la investigación de la organización política de una sociedad supone un conocimiento detallado de la ecología social, de la economía, de las tradiciones históricas, los valores, creencias y formas de pensamiento, parentesco y organización local, reglas matrimoniales, formas de propiedad y todos los subsistemas que constituyen una vida con forma social. En el área de lo político, el antropólogo se preocupa fundamentalmente de analizar las estructuras de estatus y función, esto es, los derechos, privilegios y obligaciones de los integrantes de una comunidad dada. Los mecanismos de las sanciones y el mecanismo del poder, que permiten mantener o cambiar las relaciones sociales en los grupos con organización legitimada.

Antes de la aparición de la antropología política, las investigaciones de las ciencias sociales 
preocupadas por el estudio de la política, se basaban únicamente en analizar a las sociedades
civilizadas, es decir, a aquellas que contaban con alguna forma de gobierno
evidente, la filosofía se centraba en el "deber ser" y la sociología sólo se limitaba al estudio 
de sociedades específicas, como lo eran las civilizaciones occidentales, la primera gran aportación 
de la antropología política fue criticar a este par de posturas, postulando que el ejercicio político
no se basaba únicamente en el aparato gubernamental si no en la generación, ejercicio y distribución 
del poder, generando una gran polémica y colocando a las sociedades primitivas dentro de las 
visiones del campo político. 
- Datos: Q27778